# Libera me
Libera me è un film del 1993 diretto da Alain Cavalier.
Fu presentato in concorso al Festival di Cannes 1993.